# Bisdom Stockton

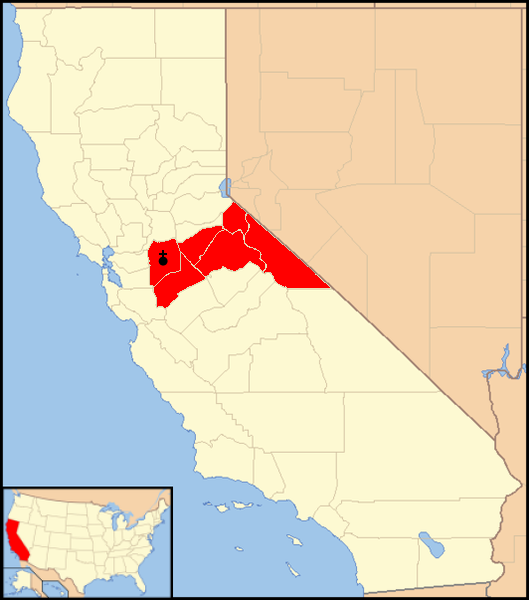
Het bisdom Stockton (rood) binnen de staat Californië

Het bisdom Stockton (Latijn: Dioecesis Stocktoniensis) is een rooms-katholiek bisdom met als zetel Stockton in de Amerikaanse staat Californië. Het is een suffragaan bisdom van het aartsbisdom San Francisco. Het werd in 1962 opgericht uit delen van het bisdom San Francisco en het bisdom Sacramento.
In 2020 telde het bisdom 35 parochies. Het bisdom beslaat een oppervlakte van 15.995 km2 en omvat de Californische county's San Joaquin, Stanislaus, Calaveras, Tuolumne, Alpine en Mono. De meeste parochies in de county's Calaveras, Tuolumne en Alpine die ten westen van de Sierra Nevada liggen, werden opgericht in de 19e eeuw ten tijde van de goldrush.
Op het grondgebied van het bisdom woonden in 2020 1,4 miljoen mensen, waarvan 16% rooms-katholiek was. De meeste katholieken in het bisdom zijn blank of van Latijns-Amerikaanse herkomst. Er zijn ook groepen uit Portugal, de Filipijnen en Zuidoost-Azië.

## Bisschoppen
- Hugh Aloysius Donohoe (1962–1969)
- Merlin Joseph Guilfoyle (1969–1979)
- Roger Mahony (1980–1985)
- Donald William Montrose (1985–1999)
- Stephen Edward Blaire (1999–2018)
- Myron Joseph Cotta (2018–)